# Liste der Kulturdenkmäler in Hamburg-Billwerder
Die Liste der Kulturdenkmäler in Hamburg-Billwerder enthält die in der Denkmalliste ausgewiesenen Denkmäler auf dem Gebiet des Stadtteils Billwerder der Freien und Hansestadt Hamburg.
Basis ist der Datensatz Denkmalliste Hamburg auf dem Transparenzportal Hamburg. Dieser enthält alle Objekte, die rechtskräftig nach dem Hamburger Denkmalschutzgesetz vom 5. April 2013 unter Denkmalschutz stehen (§ 6 Abs. 1 DSchG HA) oder zumindest zeitweise standen. Die Denkmalliste steht auch als PDF-Dokument zur Verfügung. Alle Denkmäler in Billwerder, die schon nach dem Denkmalschutzgesetz vom 3. Dezember 1973, zuletzt geändert am 27. November 2007, unter Denkmalschutz standen, sind auch auf der Liste der Kulturdenkmäler im Hamburger Bezirk Bergedorf zu finden.

## Legende
- ID: Gibt die vom Denkmalschutzamt Hamburg vergebene Objekt-ID (Identifikationsnummer) des Kulturdenkmals an, (in Klammern gegebenenfalls die Denkmalnummer nach altem Denkmalschutzgesetz).
- Adresse: Nennt den Straßennamen und, wenn vorhanden, die Hausnummer des Kulturdenkmals. Die Grundsortierung der Liste erfolgt nach dieser Adresse.
- Art: Zeigt an, ob es ein Objekt („O“) oder ein Ensemble („E“) ist.
- Datierung: Gibt die Datierung an; das Jahr der Fertigstellung bzw. den Zeitraum der Errichtung.
- Ensemble: Gibt die Nummer des Ensembles an, zu der das Objekt gehört, bzw. bei Ensembles die Nummer des Ensembles selbst.

Hinweis: Die Grundsortierung der Liste erfolgt nach der Adresse und ist alternativ nach ID, Art (Objekt oder Ensemble), Typ, Datierung, Entwurf oder Kurzbeschreibung sortierbar.

| ID           | Adresse                                                          | Art | Typ                                         | Kurzbeschreibung                                                                                       | Datierung                     | Entwurf                                                                  | Ensemble | Bild           |
| ------------ | ---------------------------------------------------------------- | --- | ------------------------------------------- | --- | ----------------------------- | ------------------------------------------------------------------------ | -------- | -------------- |
| 27684        | Alter Landweg 44 (Lage)                                          | O   | Bahnhof (S-Bahn)                            | S-Bahnhof Billwerder/Moorfleet                                                                         | 1925–30, ca.                  |                                                                          |          | weitere Bilder |
| 27680 (1116) | Billwerder Billdeich 11 (Lage)                                   | O   | Wohnhaus                                    | | 1900, um                      |                                                                          |          |                |
| 27981 (1116) | Billwerder Billdeich 11a (Lage)                                  | O   | Wohnhaus                                    | | 1900, um                      |                                                                          |          | BW             |
| 26224 (358)  | Billwerder Billdeich 72 (Lage)                                   | O   | Landhaus                                    | | 1600, um; 1780, um            |                                                                          |          |                |
| 27682 (1526) | Billwerder Billdeich 96 (Lage)                                   | O   | Wohnhaus                                    | | 17. Jh.                       |                                                                          |          |                |
| 29798        | Billwerder Billdeich 121 (Lage)                                  | O   | Kate                                        | Billwerder Billdeich 121, Kate und Windbäume                                                           | 19. Jh.                       |                                                                          |          | BW             |
| 31129        | Billwerder Billdeich 138, 140, 142, gegenüber von Nr. 140 (Lage) | E   |                                             | Kirche St. Nikolai Billwerder Billdeich                                                                |                               |                                                                          | 31129    |                |
| 27687 (396)  | Billwerder Billdeich 138 (Lage)                                  | O   | Kirche                                      | St. Nicolai Billwerder                                                                                 | 1739; 1911–13                 | Kuhn, Johann Nikolaus und Lange, Simon (1739); Lorenzen, Fernando (1911) | 31129    | weitere Bilder |
| 27689 (252)  | Billwerder Billdeich 138 (Lage)                                  | O   | Friedhof                                    | Friedhof an der Kirche St. Nikolai in Billwerder                                                       | 18. Jh.; 19. Jh.              |                                                                          | 31129    |                |
| 27691 (252)  | Billwerder Billdeich 138 (Lage)                                  | O   | Grabmale                                    | | 17. Jh.-19. Jh.               |                                                                          | 31129    |                |
| 27690 (116)  | Billwerder Billdeich 140 (Lage)                                  | O   | Gedenktafel                                 | | 1936                          |                                                                          | 31129    |                |
| 27692        | Billwerder Billdeich 140 (Lage)                                  | O   | Pastorat                                    | | 1833                          | Stahlbuck                                                                | 31129    |                |
| 27688        | Billwerder Billdeich 142 (Lage)                                  | O   | Pastorat                                    | | 1905                          |                                                                          | 31129    | BW             |
| 27685        | Billwerder Billdeich 152 (Lage)                                  | O   | Wohnhaus                                    | | 1880, um                      |                                                                          |          | BW             |
| 27683 (1537) | Billwerder Billdeich 174 (Lage)                                  | O   | Wohnwirtschaftsgebäude                      | | 1890, um                      |                                                                          |          |                |
| 31130        | Billwerder Billdeich 206, 208 (Lage)                             | E   |                                             | Billwerder Billdeich 206-208                                                                           |                               |                                                                          | 31130    |                |
| 27693 (1117) | Billwerder Billdeich 206 (Lage)                                  | O   | Arbeiterwohnhaus                            | | 20. Jh., 1. Hälfte            |                                                                          | 31130    |                |
| 27694 (1117) | Billwerder Billdeich 208 (Lage)                                  | O   | Arbeiterwohnhaus                            | | 20. Jh., 1. Hälfte            |                                                                          | 31130    |                |
| 29800 (1248) | Billwerder Billdeich 226 (Lage)                                  | O   | Hofanlage (Wohnwirtschaftsgebäude; Scheune) | Billwerder Billdeich 226, Hofanlage mit Wohnwirtschaftsgebäude und Scheune                             | 1928 (Wohnwirtschaftsgebäude) |                                                                          |          |                |
| 26222        | Billwerder Billdeich 254 (Lage)                                  | O   | Feuerwehrremise                             | | 1873                          |                                                                          |          |                |
| 26226 (522)  | Billwerder Billdeich 256 (Lage)                                  | O   | Wohnwirtschaftsgebäude                      | | 1650                          |                                                                          |          |                |
| 27681 (1118) | Billwerder Billdeich 266 (Lage)                                  | O   | Wohnhaus                                    | | 1884                          |                                                                          |          |                |
| 29799        | Billwerder Billdeich 272 (Lage)                                  | O   | Wohnwirtschaftsgebäude                      | Billwerder Billdeich 272, Wohnwirtschaftsgebäude mit Vorfahrt                                          | 1862                          |                                                                          |          | BW             |
| 29797 (901)  | Billwerder Billdeich 330 (Lage)                                  | O   | Hofanlage (Wohnwirtschaftsgebäude; u. a.)   | Billwerder Billdeich 330, Hofanlage mit Wohnwirtschaftsgebäude, Windbäumen und gepflasterter Hoffläche | 19. Jh.                       |                                                                          |          |                |
| 26225        | Billwerder Billdeich 356 (Lage)                                  | O   | Wohnwirtschaftsgebäude                      | | 1893                          |                                                                          |          | BW             |
| 27679        | Billwerder Billdeich 366 (Lage)                                  | O   | Wohnwirtschaftsgebäude                      | | 1893 (vermutl.)               |                                                                          |          | BW             |
| 26223 (1216) | Billwerder Billdeich 424 (Lage)                                  | O   | Schulgebäude                                | Umnutzung zu Wohngebäude                                                                               | 1883                          |                                                                          |          | weitere Bilder |
| 26227 (414)  | Billwerder Billdeich 570 (Lage)                                  | O   | Kate                                        | | 18. Jh.                       |                                                                          |          |                |
| 26220 (269)  | Billwerder Billdeich gegenüber Nr. 72 (Lage)                     | O   | Scheune                                     | | 1649                          |                                                                          |          |                |
| 26221 (813)  | Billwerder Billdeich gegenüber Nr. 72 (Lage)                     | O   | Scheune                                     | | 1566                          |                                                                          |          |                |
| 27686        | Billwerder Billdeich gegenüber von Nr. 140 (Lage)                | O   | Denkmal                                     | | 20. Jh., 1. Hälfte            |                                                                          | 31129    | BW             |
| 27678        | Billwerder Billdeich gegenüber von Nr. 146 (Lage)                | O   | Denkmal                                     | Denkmal für den Anschluss an Hamburg 1395                                                              | 1895                          | Witte, F. H. W.                                                          |          |                |
| 27677        | Boberger Furtweg 1 (Lage)                                        | O   | Schulgebäude (nach Umnutzung Gaststätte)    | seit 1883 Dorfkrug Boberg                                                                              | 1797; 1883                    |                                                                          |          | weitere Bilder |